# Китахара, Риэ
Риэ Китахара (яп. 北原 里英 Китахара Риэ, род. 24 июня 1991, Итиномия) — японская актриса и певица. Бывшая участница NGT48 и бывшая участница AKB48 и SKE48.
Дебютировала в 2008 году в команде A группы AKB48, потом была в команде B. Стабильно входила в сэмбацу, заняв в первых выборах, последовательно, 13, 16 и 13 места. С 2011 года была параллельно в составе группы Not Yet.

## Биография

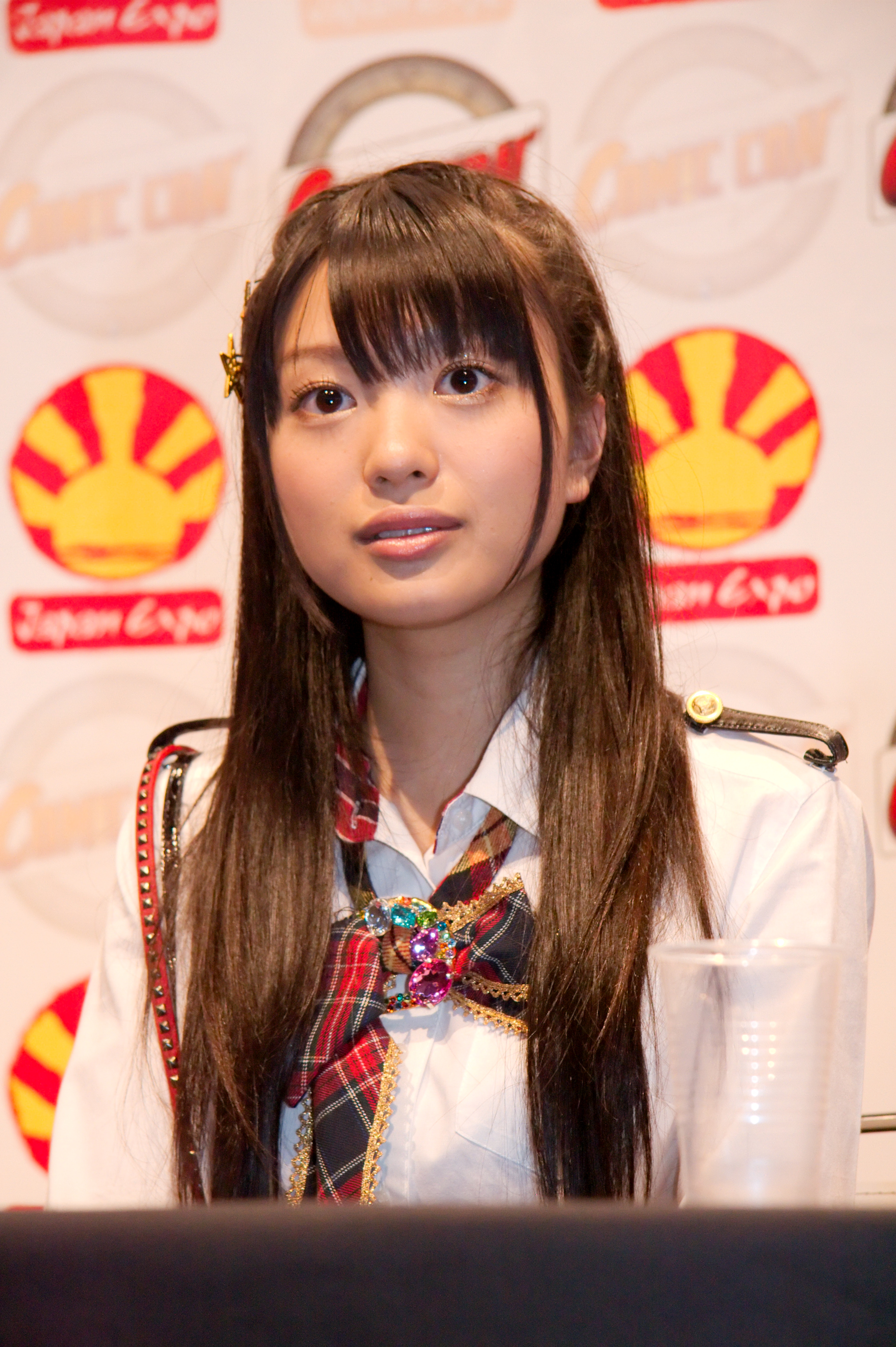
Риэ Китахар на Japan Expo 2009 в Париже.

Китахара Риэ родилась в Итиномия, префектура префектура Айти, Япония.
В состоявшемся в июне-июле 2009 года отборе участниц 13-го сингла заняла 13-е место.
13 августа 2010 года Риэ Китахара дебютировала в качестве сэйю в аниме-сериале «Gakkou no Kowai Uwasa: Shin Hanako-san ga Kita!!».
На всеобщих выборах AKB48 в 2012 году Китахара заняла 13-е место с 26 531 голосом. Она дебютировала в фильме Graffreeter Toki, который вышел 14 июля 2012 года в Японии. В конце года она участвовала в первом сезоне реалити-шоу Terrace House: Boys × Girls Next Door, где она жила вместе с пятью другими участниками.
24 августа 2012 года, в первый день серии концертов в Токио Доум AKB48, группа объявила о реорганизации, в результате которой Китахара была переведена из команды B в команду K, а также сделала её одновременно членом AKB48 и SKE48. Она дебютировала с командой S 13 февраля 2013 года. Она была переведена из команды S в команду KII, но не дебютировала с новой командой. В апреле SKE48 объявили, что Китахара покидает группу, в результате чего она осталась только с командой K AKB48.
Как член подгруппы Not Again, она написала текст для песни «Guilty Love» (часть сингла «Suika Baby»).
Китахара снялась в японском фильме ужасов Joker Game, выпущенном 22 декабря 2012 года. Она также появилась в ремейке дорамы Kazoku Game, который транслировался по Fuji TV с апреля 2013 года.
21 августа 2017 года она объявила, что покидает NGT48. Она выпустилась 18 апреля 2018 года.

## Фильмография

### Фильмы
- Documentary of AKB48: To Be Continued (2011) - саму себя
- Documentary of AKB48: Show Must Go On (2012) - саму себя
- Graffreeter Toki (2012)
- Joker Game (2012) - Chinatsu Akasawa
- Documentary of AKB48: No Flower Without Rain (2013) - саму себя
- Documentary of AKB48: The Time Has Come (2014) - саму себя
- 9tsu no Mado (2016) - segment "Odenwa Arigatou Gozaimasu"
- Ninkyo Yaro (2016)
- Sunny/32 (2018)
- Toshimaen (2019)
- Kishiryu Sentai Ryusoulger The Movie: Time Slip! Dinosaur Panic!! (2019)
- Rise of the Machine Girls (2019)
- Hero 2020 (2020)

### Телесериалы
- Majisuka Gakuen (2010) - Унаги
- Majisuka Gakuen 2 (2011) -  Унаги
- Rokudenashi Blues (2011) - Кадзуми Май
- Shiritsu Bakaleya Koko (2012) - Момоко
- Majisuka Gakuen 3 (2012, эпизоды 1, 12) - пленница
- Kazoku Game (2013) - Аска Могами
- AKB Horror Night: Adrenaline's Night эпизод.29 - Prenatal care (2016) - Мидзуки
- AKB Love Night: Love Factory Ep.5 - Grilled Meat Date (2016) -  Моэно
- Higurashi No Naku Koro Ni  (2016) - Такано Миё

### Аниме
- Gakkō no Kowai Uwasa: Shin Hanako-san ga Kita!![16][17] (2010)